# 印度扁豆湯
印度扁豆咖喱是一種印度飲食，是指由乾燥、劈開的荚果（例如小扁豆、豌豆和其他豆类）製成的各種湯品。人們可以在印度扁豆湯中添加洋蔥、番茄。通常人們在喝印度扁豆湯時還會同時吃面饼（如印度麥餅）或米饭。